# Kýlatcovité
Kýlatcovité (Vochysiaceae) je čeleď vyšších dvouděložných rostlin z řádu myrtotvaré (Myrtales). Jsou to stromy se vstřícnými listy, vyskytující se v tropické Americe a v Africe. Květy jsou dvoustranně souměrné a mají pouze jedinou tyčinku. Některé druhy jsou těženy pro dřevo.

## Popis
Zástupci čeledi kýlatcovité jsou nízké až vysoké stromy s jednoduchými vstřícnými nebo přeslenitými listy s drobnými opadavými palisty. Mladé větévky jsou často hustě pýřité, odění je složeno z jednoduchých nebo hvězdovitých chlupů.
Květy jsou souměrné, oboupohlavné, uspořádané v nápadných hroznech, někdy redukovaných na několik květů. Zřídka jsou květy jednotlivé. Kalich je pětičetný, často jasně zbarvený, u některých rodů je jeden plátek zvětšený a přeměněný v ostruhu. Koruna je složena z 5, 3 nebo 1 plátku, zřídka jsou květy bezkorunné (některé druhy kýlatce). Tyčinka je pouze jedna, obvykle se ztlustlou nitkou. Semeník je svrchní nebo spodní, se 3 nebo jedinou komůrkou a jednou čnělkou. V každém plodolistu jsou 2 až mnoho vajíček. Plodem je mnohasemenná tobolka nebo je plod křídlatý a nepukavý, jednosemenný.

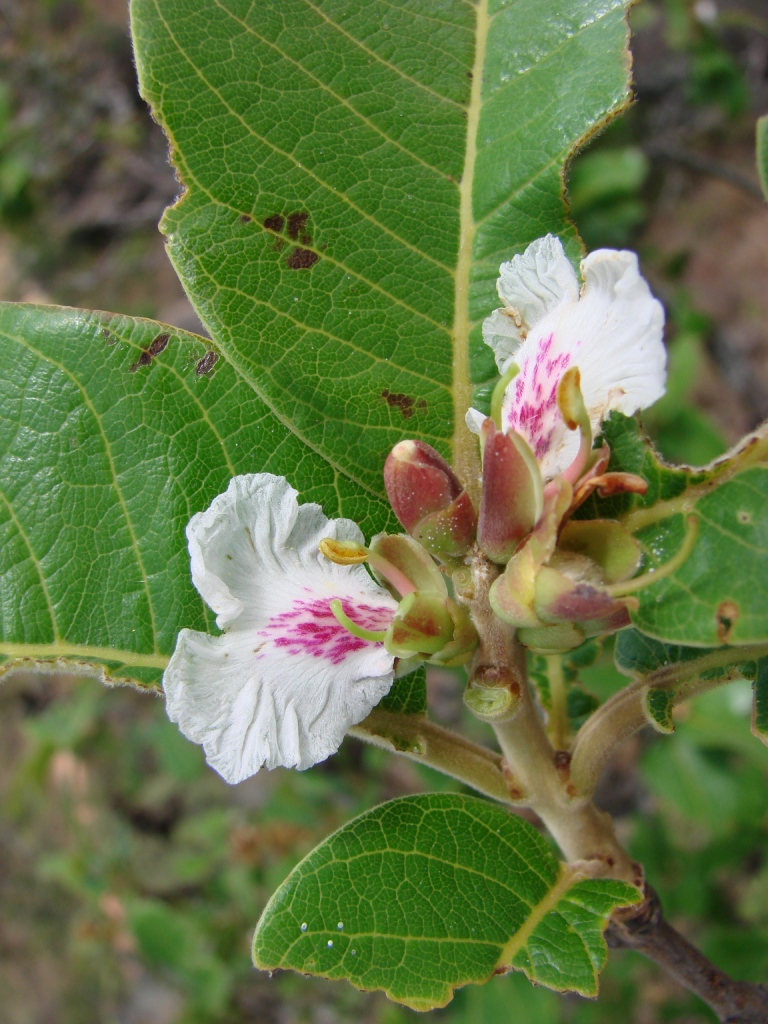
Nuzar Qualea dichotoma
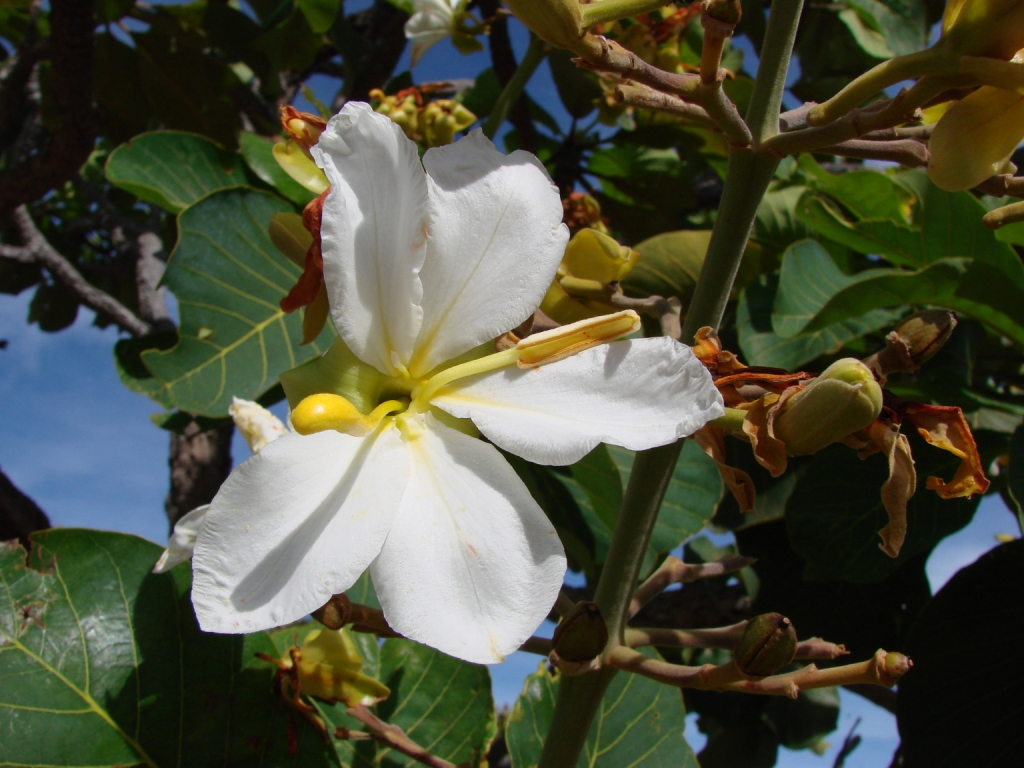
Salvertia convallariodora
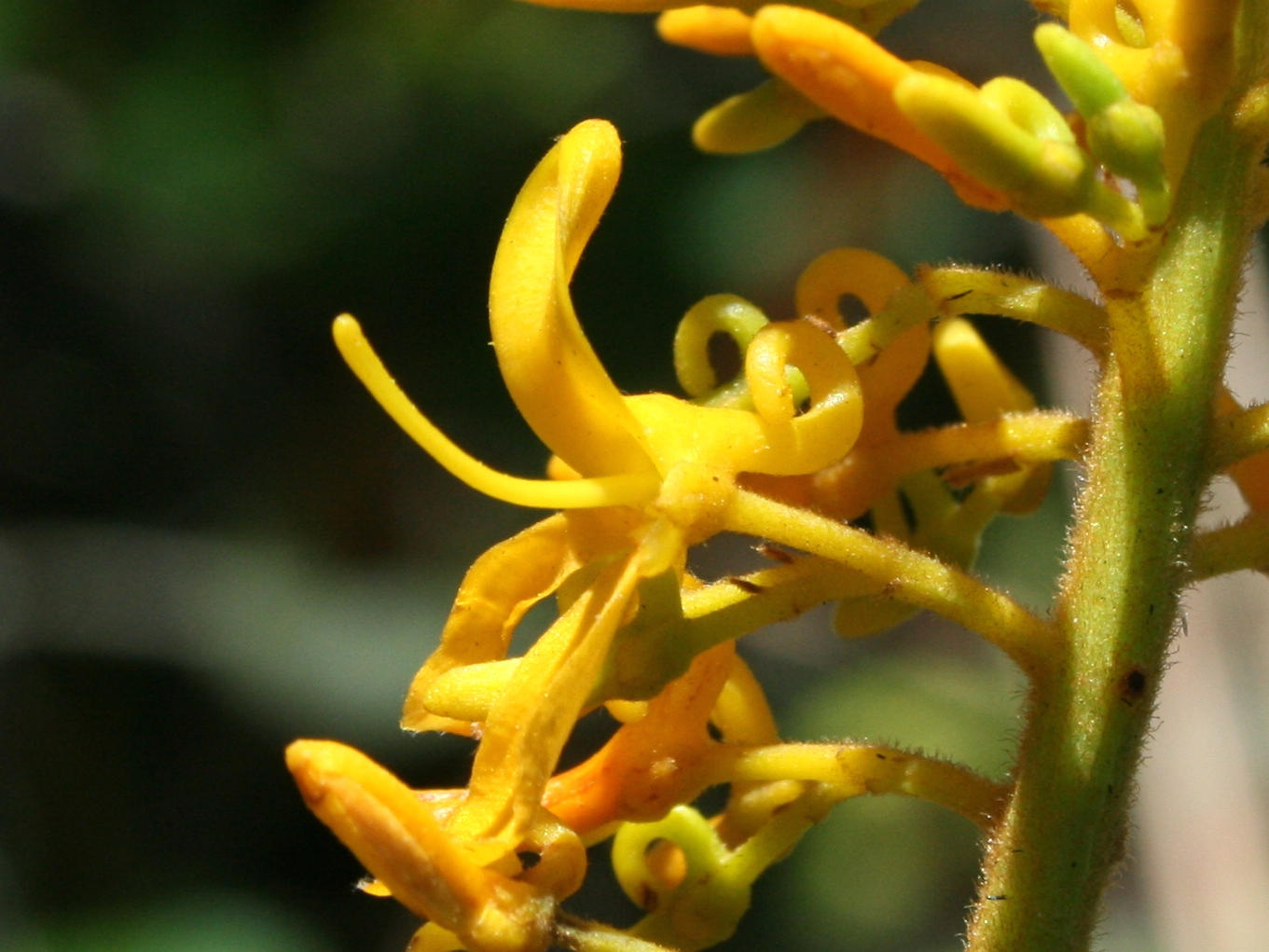
Detail květu Vochysia ferruginea
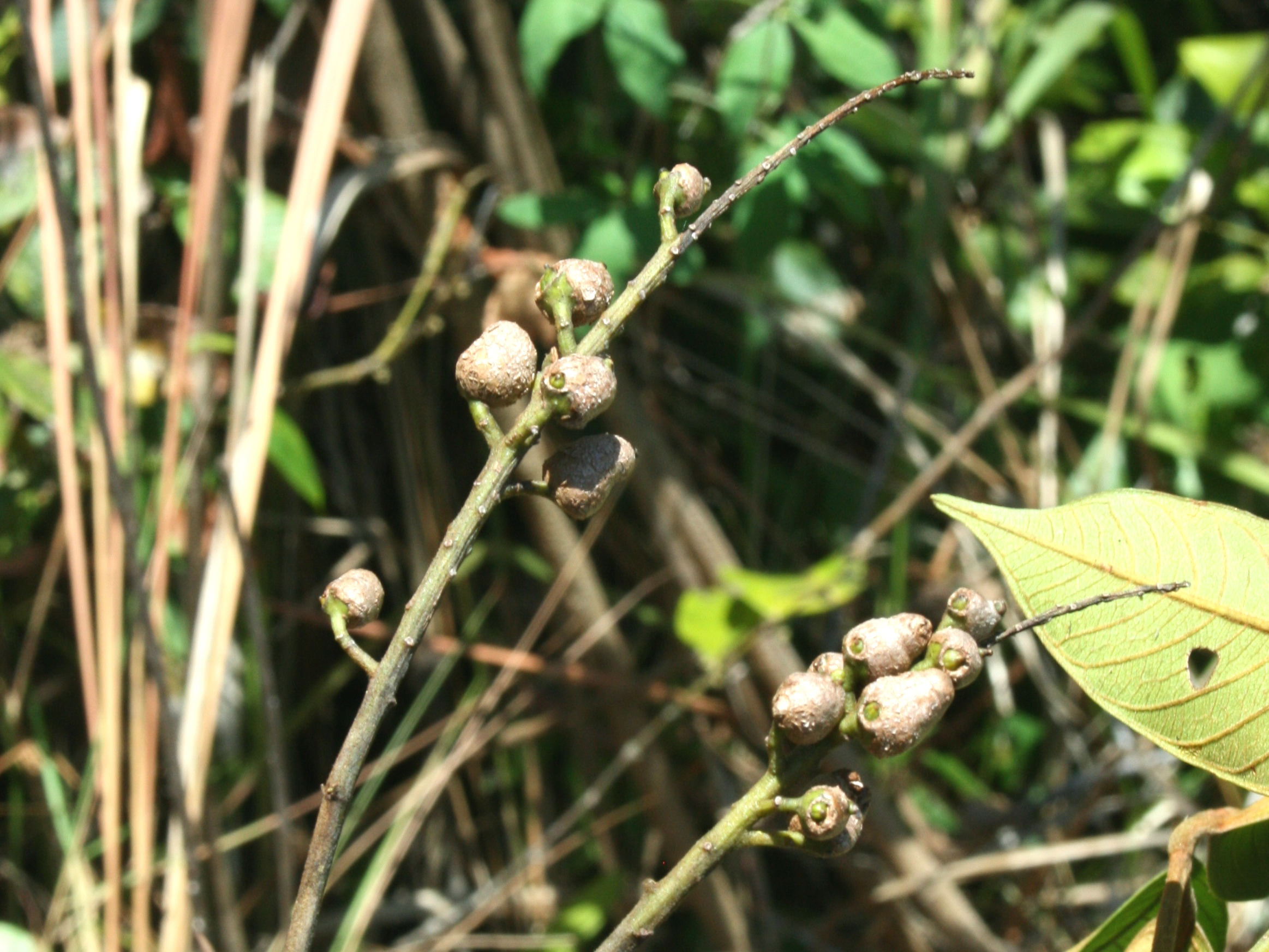
Plody Vochysia ferruginea

## Rozšíření
Čeleď kýlatcovité zahrnuje asi 190 druhů v 7 rodech. Největší rody jsou kýlatec (Vochysia, asi 100 druhů) a Qualea (asi 60 druhů).
Vochysiaceae se vyskytují v tropické Střední a Jižní Americe a v rovníkové západní Africe. Centrum rozšíření je v nížinných až montánních deštných lesích a na savanách tropické Ameriky. V Africe se vyskytují pouze 3 druhy ve 2 rodech.

## Ekologické interakce
Druhy rostoucí v savanách jsou často přizpůsobeny periodickým požárům a mají tlustou korkovitou borku, pokroucený vzrůst a opadavé listy. Některé druhy, např. Vochysia pumila, mají podzemní dřevnatý kmen, z nějž rostlina po požáru opět obráží.
Některé druhy, např. Erisma laurifolium, náležejí mezi nejvyšší stromy Amazonie.
Květy kýlatcovitých jsou opylovány nejčastěji samotářskými včelami, některé druhy lišaji.
Většina druhů má křídlatá semena nebo celé plody a jsou šířeny větrem. Druh Erisma calcaratum, rostoucí v zaplavovaných lesích, má lehké korkovité plody, které jsou roznášeny vodou.

## Taxonomie
Čeleď Vochysiaceae je členěna do dvou jasně vyhraněných tribů:
- Erismeae (rody Erisma a Erismadelphus) - spodní semeník s jedinou komůrkou, křídlaté nepukavé plody
- Vochysieae (ostatní rody) - svrchní trojkomůrkový semeník, mnohasemenné tobolky

V tradičních taxonomických systémech byla čeleď Vochysiaceae řazena do blízkosti čeledi vítodovité (Polygalaceae), buď přímo do řádu vítodotvaré, Polygalales (Cronquist, Dahlgren) nebo do blízkého řádu Vochysiales (Tachtadžjan). Tento závěr se ukázal jako mylný a v molekulárním systému APG byla tato čeleď zařazena do řádu myrtotvaré (Myrtales). Nejblíže příbuznou větví je podle kladogramů APG čeleď myrtovité (Myrtaceae).

## Zástupci
- kýlatec (Vochysia)
- nuzar (Qualea)[4]

## Význam
Mnohé druhy jsou využívány lokálně jako zdroj dřeva. Erisma uncinatum je v Amazonii komerčně důležitý zdroj stavebního dřeva.
Některé druhy kýlatce (Vochysia) jsou pro svůj rychlý vzrůst používány jako stínící dřevina mladých mahagonových plantáží.
Plody Erisma splendens a Erisma japura jsou sezónně důležitou potravinou amazonských indiánů. Ti je asi na týden namáčejí do vody, potom je rozdrtí, zabalí do listů a vylisují. Získaná hmota má sýrovitou konzistenci a lehce páchne.

## Přehled rodů
Callisthene, Erisma, Erismadelphus, Korupodendron, Qualea, Salvertia, Vochysia